# Dampier Archipelago
Dampier Archipelago är öar i Australien. De ligger i delstaten Western Australia, omkring 1 300 kilometer norr om delstatshuvudstaden Perth.
Klimatförhållandena i området är arida. Genomsnittlig årsnederbörd är 351 millimeter. Den regnigaste månaden är januari, med i genomsnitt 130 mm nederbörd, och den torraste är augusti, med 1 mm nederbörd.